# 田北俊
田北俊，GBS，OBE，JP（1947年1月8日—），男，安徽人，生於上海，香港商人及前政治人物，田元灝家族（包括田北辰）成員。曾為自由黨榮譽主席、香港旅遊發展局主席、行政會議成員、中國人民政治協商會議第10至12屆全國委員會委員、香港立法會議員和立法局議員。

## 生平
田北俊出生於上海，成長於香港。1952年畢業於九龍塘學校（幼稚園部），1964年在拔萃男書院中學畢業，之後留學美國，1968年於伊利諾大學厄巴納-香檳分校取得化學工程學士學位，1970年於聖荷西大學化學完成化學工程碩士學位。他是萬泰集團主席。
田北俊1985年獲委任為葵青區議會議員開始踏足政界，1988年被港督衛奕信爵士委任為立法局議員，任期至1991年，之後並沒有再被委任。
時任工業界（第一）功能界別議員張鑑泉在1993年度香港記者協會晚宴後突然猝死，田北俊臨危受命參與補選，並重返立法局，之後順利過渡，成為臨時立法會議員，並於1998年參加立法會功能組別選舉，成功當選功能組別（商界（第一））議員。
2003年7月6日，時任自由黨主席田北俊在香港立法會就《國家安全條例草案》進行二讀辯論前，一向支持法案條文內容的他突然宣佈不支持於7月9日進行二讀，並即時辭去行政會議職務；特區政府於是連夜召開行政會議特別會議。由於欠缺自由黨於立法會的支持，條例草案將無法通過，時任行政長官董建華於7月7日凌晨宣佈撤回草案。董建華撤回草案後稱，政府並無立法時間表，政府在得到社會的支持時才展開立法程序。董建華其後委任周梁淑怡接替田北俊出任行政會議。2004年香港立法會選舉，田北俊首次在地區直選新界東選區順利當選。

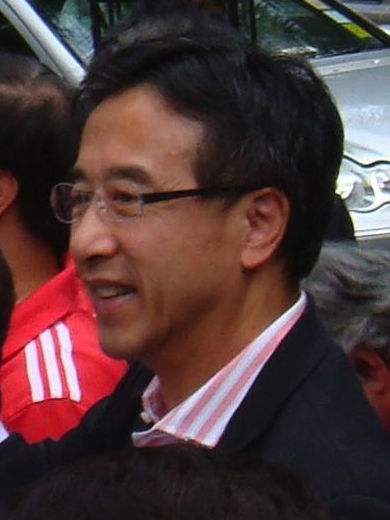
2008年的田北俊

2008年香港立法會選舉，田北俊在地區直選新界東選區落敗，失去直選議席。
2012年香港立法會選舉，他代表自由黨參加立法會選舉出戰新界東地區直選，成功當選，重返立法會。
田北俊自梁振英上任後一直批評梁振英。2012年香港行政長官選舉，自由黨支持唐英年，拒絕支持梁振英。
2014年10月24日，在雨傘運動期間，田北俊在記者會中表示反對佔領行動，他表示香港即將淪落到不能管治的地方，並提出梁振英應該自行考慮辭職，此言論被建制派人士所關注，其弟田北辰則表示田北俊非要求梁振英辭職，只是希望梁振英考慮自行辭職。10月28日，全國政協常委會在北京召開會議中，其中一項議程為「免除田北俊的全國政協職位」，預料會獲通過。結果，全国政协十二届常委会第八次会议10月29日在此间表决通过了《关于撤销田北俊中国人民政治协商会议第十二届全国委员会委员资格的决定》。田北俊因「不听劝告，公开发表不利于香港特别行政区行政长官和特区政府依法施政的言论」，要求梁振英辭職，「严重違反」政協決議而被褫奪其全國政協委员職務，田北俊並於同日辭任自由黨黨魁。唐英年在该次会议上表示「政协委员要讲真话、做实事，给政府提出意见建议，但是必须采取正面积极的做法，在大是大非面前坚守正确的政治方向」。
2016年香港立法會選舉，田北俊在自由黨名單排第二位，為李梓敬在新界東選區抬轎，但李梓敬田北俊名單得2萬多票，自由黨失去所有立法會直選議席。

### 退出自由黨
2022年8月10日，由於田北俊因自由黨中央委員會會議通過取消喪失榮譽主席職銜後等人在中央委員會議名單通過取消榮譽主席職銜後，對現屆領導層的決定非常不滿，3位會與周梁淑怡和劉健儀宣佈即時退出自由黨。

## 積極參與賽馬活動
田北俊、田黃玉華夫婦和兒子田啟文、女兒田啟安（包括其夫婿鄭宇）是香港賽馬會會員，自1994-1995馬季開始，歷來擁有超過20匹以「武士」、「勇士」命名的馬匹，包括人民武士、威水武士、陽剛武士、自由武士、新東武士、醒目武士、快樂武士、幸運武士、忠心武士、聰明武士、精靈武士、神速武士、現代武士、風雲武士（SUPREME KNIGHT）、閃爍武士、雅典武士、宸居武士、L062（田北俊）、優愈武士、影之武士、赤壁武士、閃悅武士、糖心勇士、鈁糖武士、風雲武士（STORM RIDER）（田啟文）、盈威勇士、忠心勇士、神光勇士、仙樂勇士、超能勇士、時光勇士、銀刺勇士、星河勇士（田啟安與鄭宇）。（為表示公平，只列出田北俊家族個人名下馬匹。）

## 政治立場
田北俊以前一般被視為開明建制派，但其立場較溫和。雖然會批評泛民主派，但不會不留情面，且對於建制派及政府施政亦會做出批評，自2020年，因創立中間派政黨希望聯盟，不再被視為建制派的一員。
2012年10月，立法会讨论全民退休保障议题时，田北俊和他的自由党对实行覆盖全民、“人人有份”的全民退保议案表示坚决反对，主张定下退保开支限额和进行资格审查。
於2019年11月香港中文大學衝突期間，香港警察和香港中文大學示威者發生嚴重衝突，田北俊於Facebook上公開反問警察：「中大有無必要要搞成咁？警察可唔可以先撤？」，又指不想中大變天安門廣場。
2020年，田北俊在接受採訪時，稱會創立一個新組織，走“非藍非黃的中間路線”。此外，於2020年新成立的香港再出發大聯盟囊括了幾乎所有主要建制派人物，但此組織亦未邀請田北俊加入，有觀點認為，這一舉動說明田北俊已經不被接納為建制派的一員。
2022年，在近香港回歸25週年，田北俊在接受香港01訪問時，認為現時香港政治環境「時間分支」在於 「2016年及2017年香港政治制度改革」，導致因經歷過 2019反修列行動之後，「今時今日談政改普選已經無關重要」。

## 非政治參與
於2016年卸任立法會議員後，田北俊首次由日本索尼旗下PlayStation演出《踏入黑客的世界！Watch Dogs 2》，為義務性質支持年輕人成立的初創公司，不過首次展現演技的他坦言有難度之處。

## 其他爭議
1994年6月29日，田北俊在立法局审议1994年立法局（選舉規定）（修訂）條例草案二读辩论发言：“我最近見到的英國朋友都說：「唉！如果我們這十幾廿年來有咁既一個政府管治，我們就不會如此「仆街」！（對不起，是經濟上這樣不濟。）”这是香港立法局成立有记录以来首次有人使用这个词。
2004年8月17日，田北俊在選舉論壇上，回應四五行動梁國雄關於其質疑自由黨經常從政府中得到好處時。田北俊在事件中的說法引起公眾對他的說話輕視基層，感到不滿。
2004年12月23日，田北俊嚴厲批評當時政務司司長曾蔭權主持的政策委員會是將西九龍發展計劃繞過行政會議及立法會。事件中他的說話，惹來公務員團體的不滿。
2005年5月20日，田北俊回應發展商進行樓盤內部認購時沒有價目表的說法不可靠，事後他為失言而道歉。
2007年10月10日，田北俊指斥地鐵公司行政總裁周松崗以個人身份提名公民黨的陳淑莊參選2007年香港區議會選舉，因陳淑莊將在中西區山頂選區出戰自由黨現任區議員林文傑。田北俊其後表示周松崗因此要承擔一切的政治後果。田北俊清楚表示他被周松崗的不友善舉動而感到氣憤，特別是自由黨一直以來對地鐵都很支持和表現忠誠。田北俊更暗示地鐵在將來區議會有關地鐵的事宜上，可能會受到更多自由黨區議員的異議。2007年10月11日，周松崗對事件致歉，田北俊表示接受。2007年10月12日，田北俊在受到公眾的批評後向周松崗和公眾道歉。
2007年10月24日，田北俊提出，與廣東省合作培訓酒店及旅遊人才，再輸往港澳兩地，惹來酒店及餐飲從業員協會，多名代表到旅遊發展局抗議。

## 住所
田北俊的居所在山頂白加道12號，自1996年起居於該處。當年他以千毅有限公司的名義以1億5千萬元購入該佔地3萬平方呎的土地，惟沒有用盡面積比率的1萬平方呎大宅。

## 節目
- 2017年：《田式生活》[32]
- 2017年：《汪明荃50周年世紀盛宴》[33]
- 2020年：《CEO會客室》

## 相關
- 田元灝家族
- 田北辰

## 外部連結
- 田北俊網上辦公室  Office of James Tien*
- 田北俊的Instagram帳戶
- 田北俊議員履歷 香港立法會
- 田北俊：23條「變節」冇錯 香港自由黨幫咗中華人民共和國  （页面存档备份，存于）
- 當年臨陣倒戈 23條立法不成 田北俊：我幫了國家忙
- 2003年泛民主派圍立會成功逼使自由黨倒戈撤23條 （页面存档备份，存于）
- 田北俊擁有大潭曼克頓花園多個單位
- 田北俊霸山頂街道十六年 （页面存档备份，存于）
- 田北俊遭吳康民斥港英餘孽　田北俊反譏吳康民是過氣老共  （页面存档备份，存于）

| 議會席位      | 議會席位                           | 議會席位      |
| ------------- | ---------------------------------- | ------------- |
| 前任： 梁永安 | 中西區區議員（山頂） 2000年—2003年 | 繼任： 林文傑 |
| 政黨職務      |                                    |               |
| 前任： 李鵬飛 | 自由黨主席 · 1998年—2008年         | 繼任： 劉健儀 |
| 政黨職務      |                                    |               |
| 首任          | 自由黨黨魁 · 2013年－2014年        | 繼任： 方剛   |